# Brauerei C. Franz

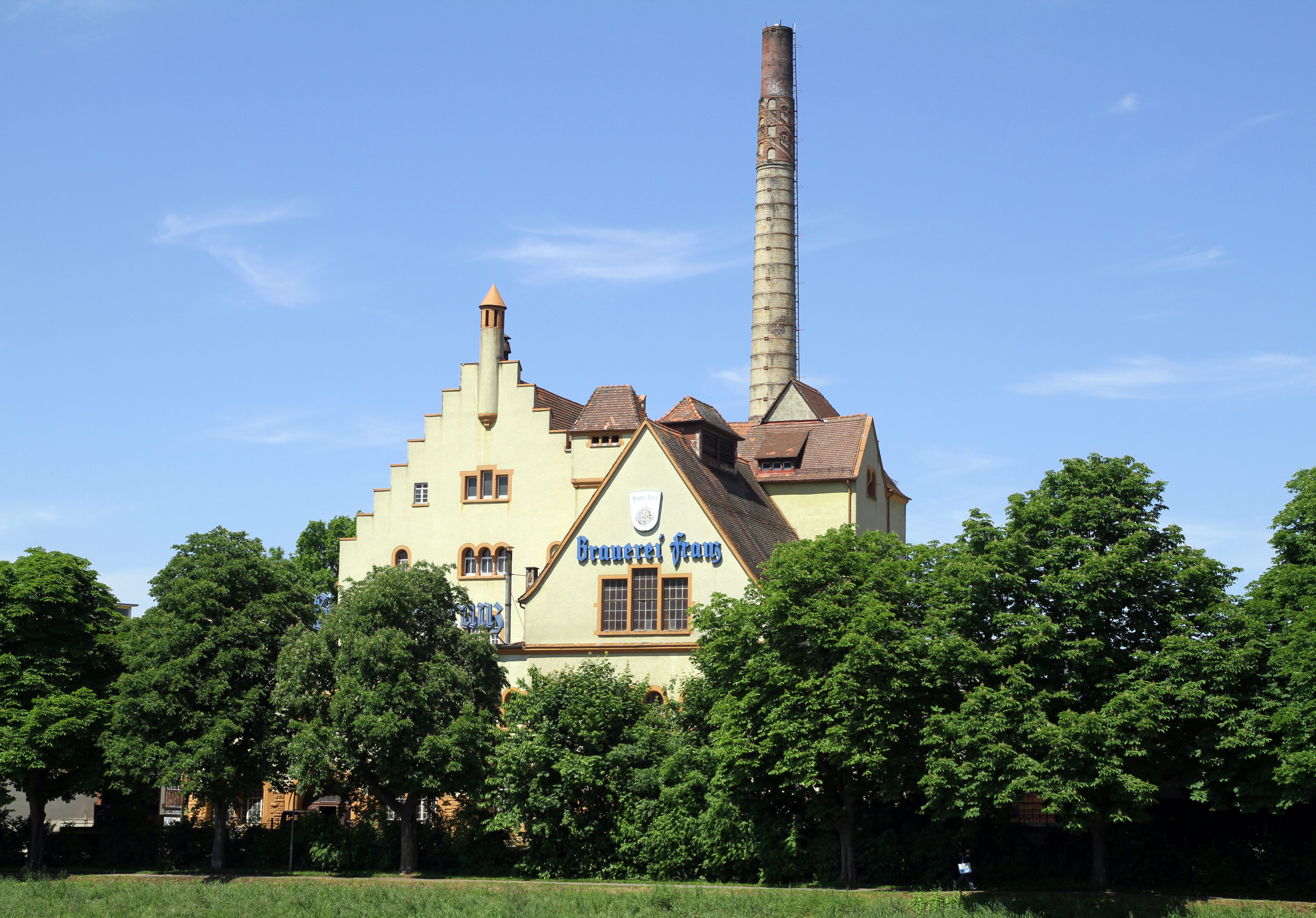
Das Brauereigebäude

Die Brauerei C. Franz GmbH ist eine Brauerei in Rastatt im baden-württembergischen Landkreis Rastatt, die sich im Besitz der Scheidtweiler-Gruppe aus Pforzheim befindet. Zu Scheidtweiler gehören darüber hinaus Hatz-Moninger und Palmbräu.

## Geschichte
Die Brauerei C. Franz wurde 1842 von Josef Franz gegründet und von diesem bis 1867 geführt. Zu diesem Zeitpunkt übernahm Sohn Carl Franz die Brauerei. Da die ursprünglichen Gebäude bereits 1863 einem Brand zum Opfer fielen, ließ dieser 1869 einen Neubau an der Murg errichten, der bis heute genutzt wird. Obwohl dieser Neubau zum Kriegsende 1945 zerstört wurde, wurde der Brauereibetrieb bereits 1947 wieder notdürftig aufgenommen. Der vollständige Wiederaufbau erfolgte erst 1950.
Zum Zeitpunkt der Übernahme der Brauerei durch die Scheidtweiler-Gruppe 2015 betrug der jährliche Bierausstoß 7000 Hektoliter. Dieser konnte bis 2016 auf rund 11.000 Hektoliter gesteigert werden. Nach der Übernahme wurden Pläne zur Bebauung des Brauereiareals mit einem Brauhaushotel, einer Erweiterung der Brauerei und sieben Wohngebäuden mit rund 150 Wohnungen entwickelt. Das Hotel, das ursprünglich Ende 2019 eröffnet werden sollte, wurde bis Ende 2020 noch nicht errichtet. Die Bebauung befand sich im Oktober 2020 weiterhin in der Planung.